# Gynoïde
 (octobre 2021).
Si vous disposez d'ouvrages ou d'articles de référence ou si vous connaissez des sites web de qualité traitant du thème abordé ici, merci de compléter l'article en donnant les références utiles à sa vérifiabilité et en les liant à la section « Notes et références ».

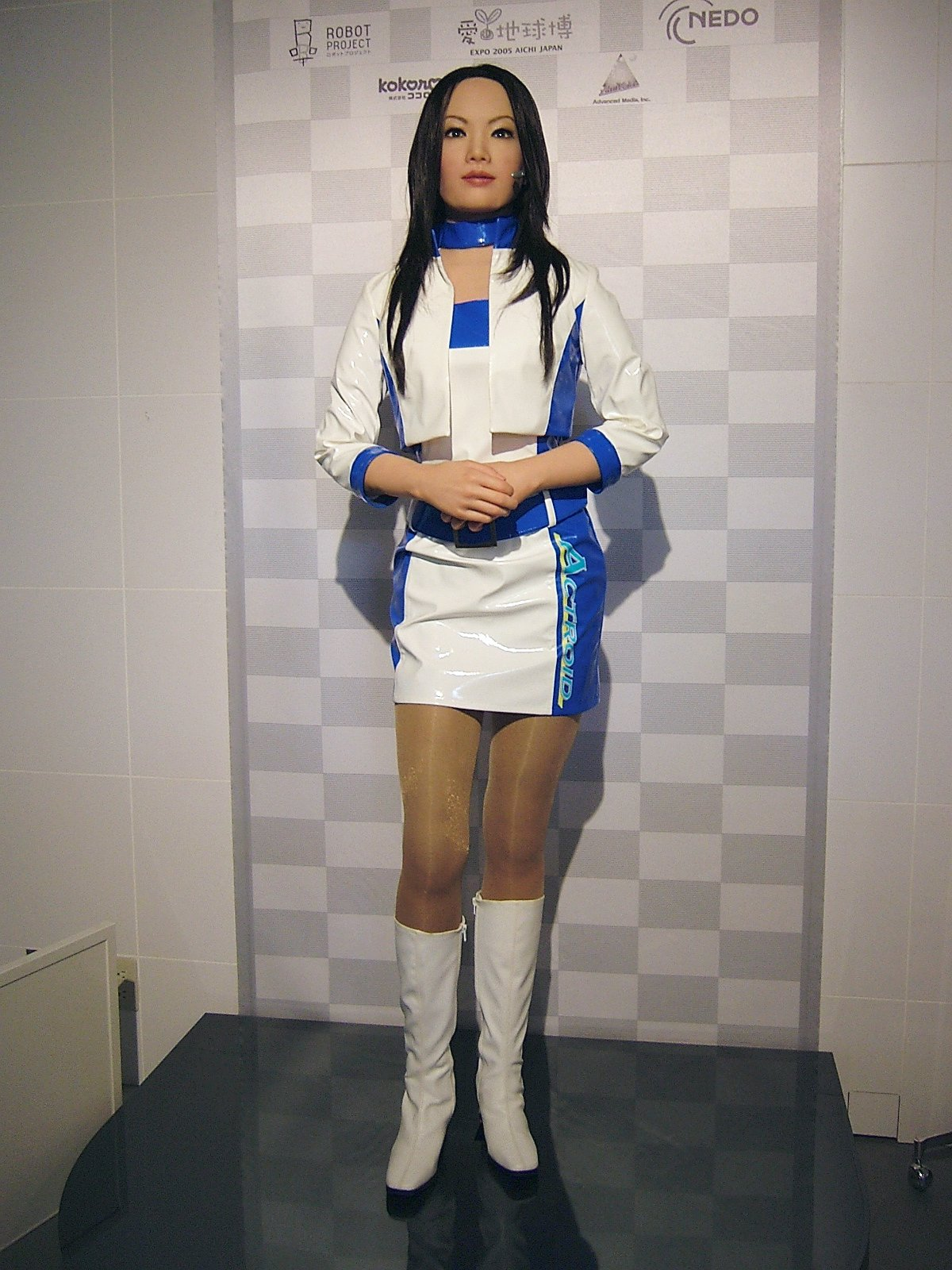
La Gynoïde Actroid-DER, créée et développée pour assurer des fonctions d'accueil du public, a été présentée à l’Expo Aichi 2005. Elle est opérationnelle en japonais, mandarin, coréen et anglais.

Une gynoïde est un robot humanoïde ayant l'apparence d'une femme.

## Origine et usage du mot
Le mot « gynoïde » — du grec ancien γυνή (femme) et εἶδος (aspect extérieur) — signifie littéralement « qui a la forme d'une femme ». Le mot est construit en miroir avec « androïde », qui signifie au sens propre « qui a l'apparence d'un homme ».
En pratique, le mot « androïde » est surtout utilisé en science-fiction pour désigner un robot à l'apparence humaine. Le fait qu'un androïde doit en principe avoir l'apparence d'un homme est souvent négligé. La tendance est plutôt à l'usage de « humanoïde » pour toute créature, robot ou non, dont l'apparence est vaguement humaine, et de « androïde » pour un robot dont l'apparence est très proche d'un être humain.
Le mot « gynoïde » est apparu[Quand ?] par opposition, pour souligner le fait que certains robots peuvent être conçus très spécifiquement pour ressembler à des femmes.

## Dans l'imaginaire
Les robots, à l'apparence humanoïde de sexe féminin, sont assez courant en science-fiction.
À plusieurs reprises, des Supers Eves (Fembots en VO) apparaissent dans la série tv américaine, Super Jaimie (The Bionic Woman en VO), à partir de 1976 .
Autre exemple, le T-X de Terminator 3 : Le Soulèvement des machines.
Dans Alien, la résurrection, Call est une gynoïde "de deuxième génération" : un robot inventé par des robots.
Le scénario de Ghost in the Shell 2 est une enquête policière concernant des gynoïdes détraquées ayant toutes tué leur maître avant de s'autodétruire.
Dans tous les médias du projet Star Wars : Les Ombres de l'Empire, on trouve un robot à forme de femme nommée Guri. Elle est remarquable pour avoir l'apparence d'une femme en tout point, et on sait même que son propriétaire pouvait avoir des rapports sexuels avec elle comme avec une vraie humaine.
Parodié dans Austin Powers, dans lequel on trouve des robots à l'apparence de femmes aux formes avantageuses et en tenues légères, dont les seins cachent des pistolets.
Le film Ex Machina a pour personnage principal une gynoïde, Ava.
Dans Nier Automata, avec (entre autres) 2B et A2